# Ligne 56 (Infrabel)
La ligne 56 est une ancienne ligne de chemin de fer en Belgique, elle reliait Termonde (Grembergen) à Saint-Nicolas.

## Histoire
Dans les années 1920 ou 1930, une ligne d'autobus circule entre Saint-Nicolas et Alost (par la suite limitée d'Alost à Termonde), ligne probablement privée la loi n'imposant à cette époque qu'une autorisation royale malgré la concurrence avec la ligne ferroviaire,,. En 1946, la ligne est devenue un service complémentaire d'autobus de la SNCB (les « bus verts », tableau 237).
Le 2 juin 1957, le service voyageur est supprimé, il est remplacé par le service d'autobus complémentaire qui devient service de substitution sous l'indice 56. Sa gestion est par la suite transférée en 1977 à  la SNCV puis à De Lijn en 1991 à la suite de la régionalisation qui l‘exploite toujours sous les indices 91 et 92,.